# متحف البد
متحف البد متحف افتتح عام 1999، يقع في شارع الفواغرة بمنتصف البلدة القديمة في مدينة بيت لحم جنوب الضفة الغربية بدولة فلسطين. يعود مبنى المتحف إلى بيت تقليدي قديم لعائلة «جقمان التلحمي» وهو مليء بالمكونات التراثية. بُني المتحف على مساحة دونم من الأرض وهو مكون من 11 غرفة موزعة على طابقين أرضي وأول وحديقة منزلية في لأواخر القرن الثامن عشر.

## التسمية
سُمي بالبد نسبة إلى الحجر الكبير الذي كان يستخدم في هرس ثمار الزيتون.

## نظرة عامة
يصف المتحف مراحل إنتاج زيت الزيتون، حيث يبدأ من شجرة الزيتون المزروعة في حديقته، ثم حجر البد دائري الشكل ثم إلى قنوات وبئر جمع الزيت، وعدد كبير من الجرات الفخارية التي كانت تستخدم لحفظ زيت الزيتون. على مدى عصور طويلة، كان البد أكثر وسائل عصر الزيتون شيوعًا حيث استمر حتى النصف الأول من القرن العشرين وبدأ يختفي مع توفر الآلات الحديثة.
أُعيد تأهيل وترميم المتحف لأول مرة في الأعوام 1998-1999 بتمويل ياباني ليكون كمتحف «اثنوغرافي» متخصص في إنتاج زيت الزيتون، وافتتح سنة 2000 ضمن مشروع بيت لحم 2000 التطويري.

## تخريب
- في أبريل 2002، اقتحمت قوات الاحتلال الإسرائيلي المتحف أثناء اجتياحها بيت لحم وحصارها كنيسة المهد.[2]
- في 25 مايو 2006، دمرت قوات الاحتلال الإسرائيلي بوابة المتحف الرئيسية وعبثت بمحتوياته؛ مما أسفر عن تحطم عدد من الجرار والقوارير الفخارية الأثرية، وبعض اللوازم المكتبية.[5]

## وصلات خارجية
- تقرير لقناة رؤيا عن متحف البد